# Canale della Misericordia

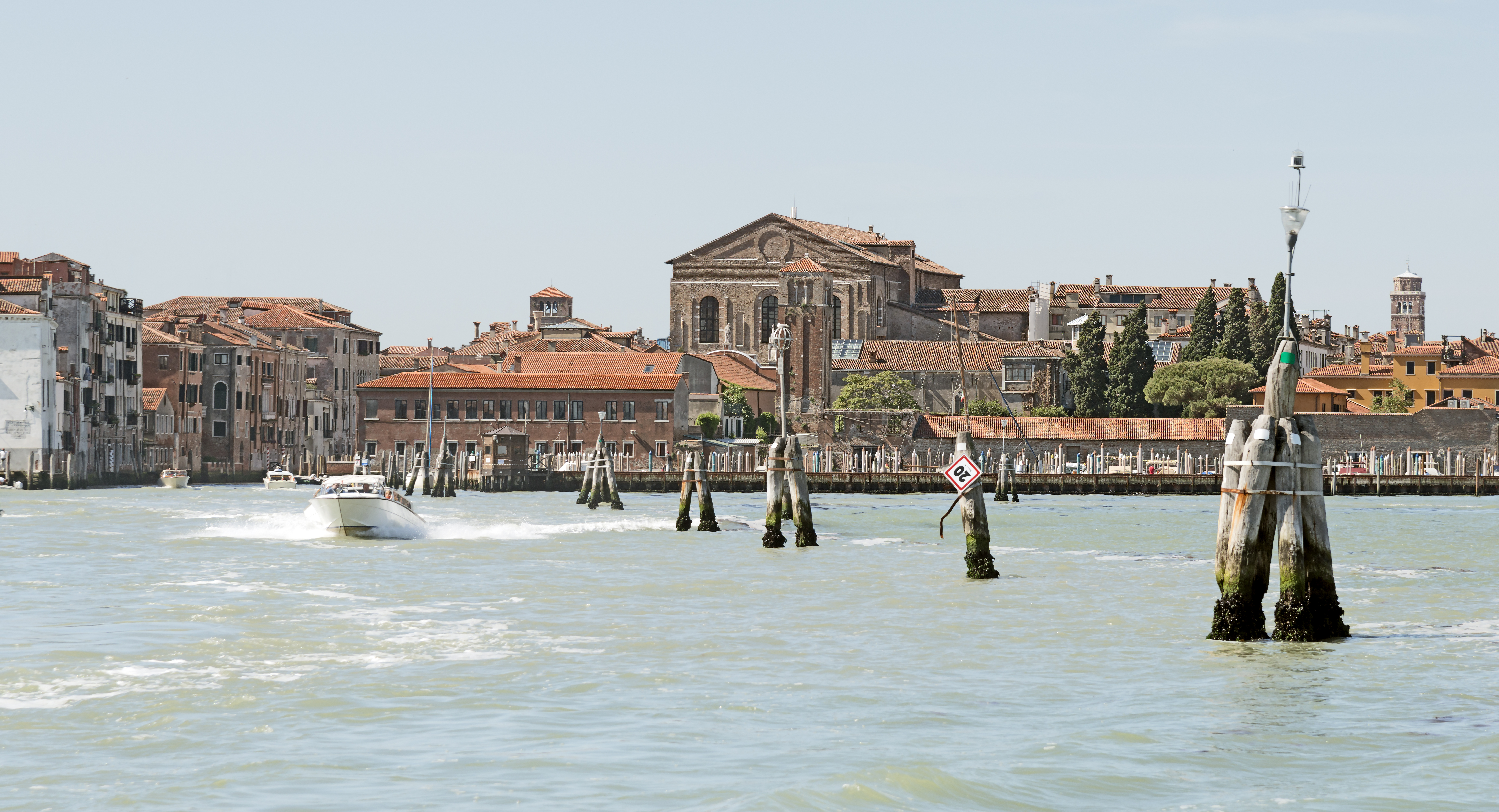
Naissance du canal dans la lagune

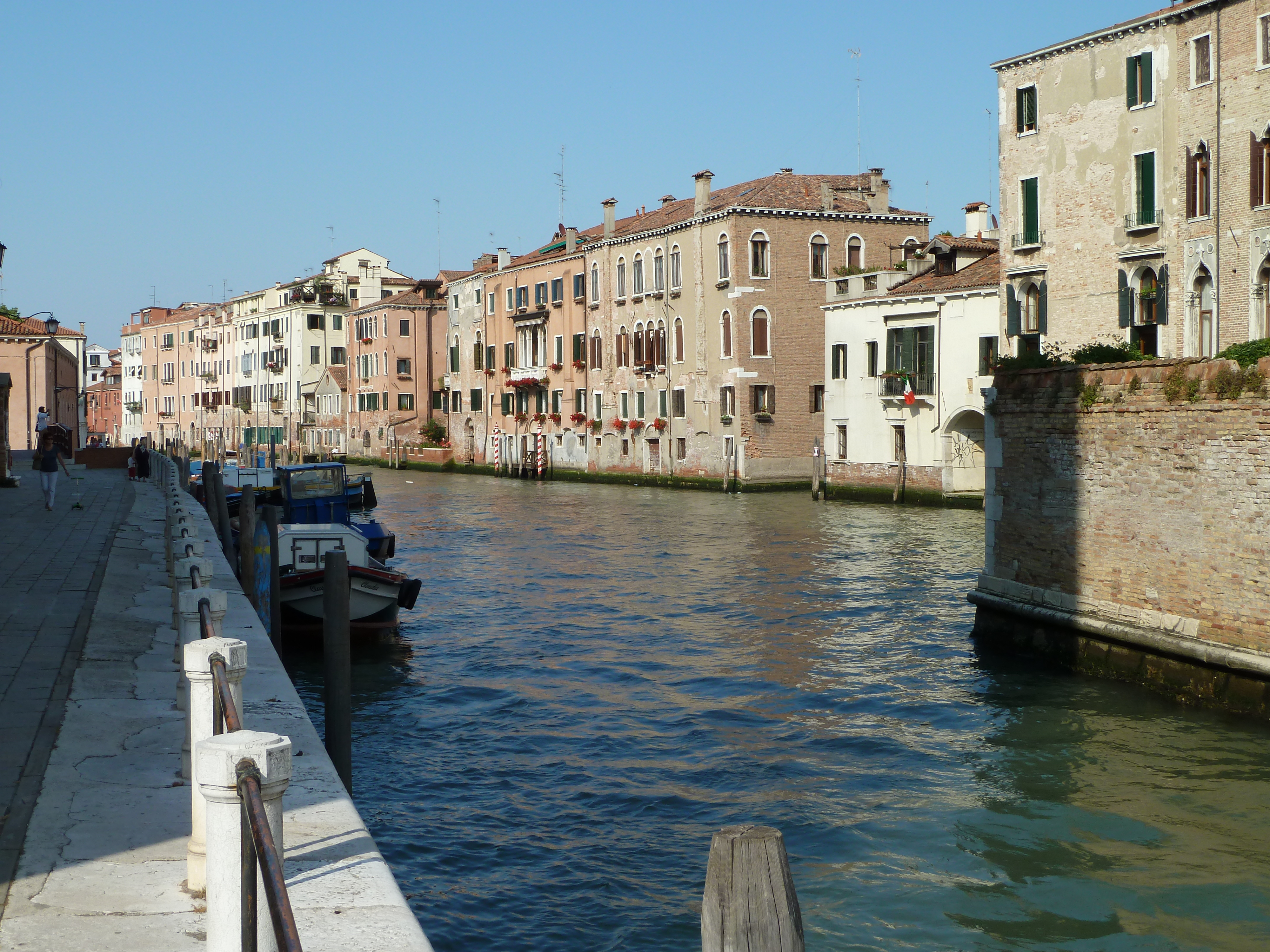
Rio de Noal vers le canale de la Misericordia

Le canale della Misericordia (de la M. en vénitien ;  canal de la Miséricorde en français) est un canal de Venise dans le sestiere de Cannaregio en Italie.

## Description
Le canal de la Misericordia a une longueur d'environ 150 m. Il part du bassin de la Sacca della Misericordia vers le sud et fourche ensuite à gauche vers le rio de San Felice et à droite vers le rio de Noal.

## Situation
- Ce canal croise les Rio de la Sensa et de Santa Caterina à mi-chemin ;
- Il longe différents palais :
  - le palais Pesaro Papafava.
- Il longe l'église Santa Maria della Misericordia et la Scuola nuova della Misericordia.
- Ce canal n'est traversé par aucun pont.

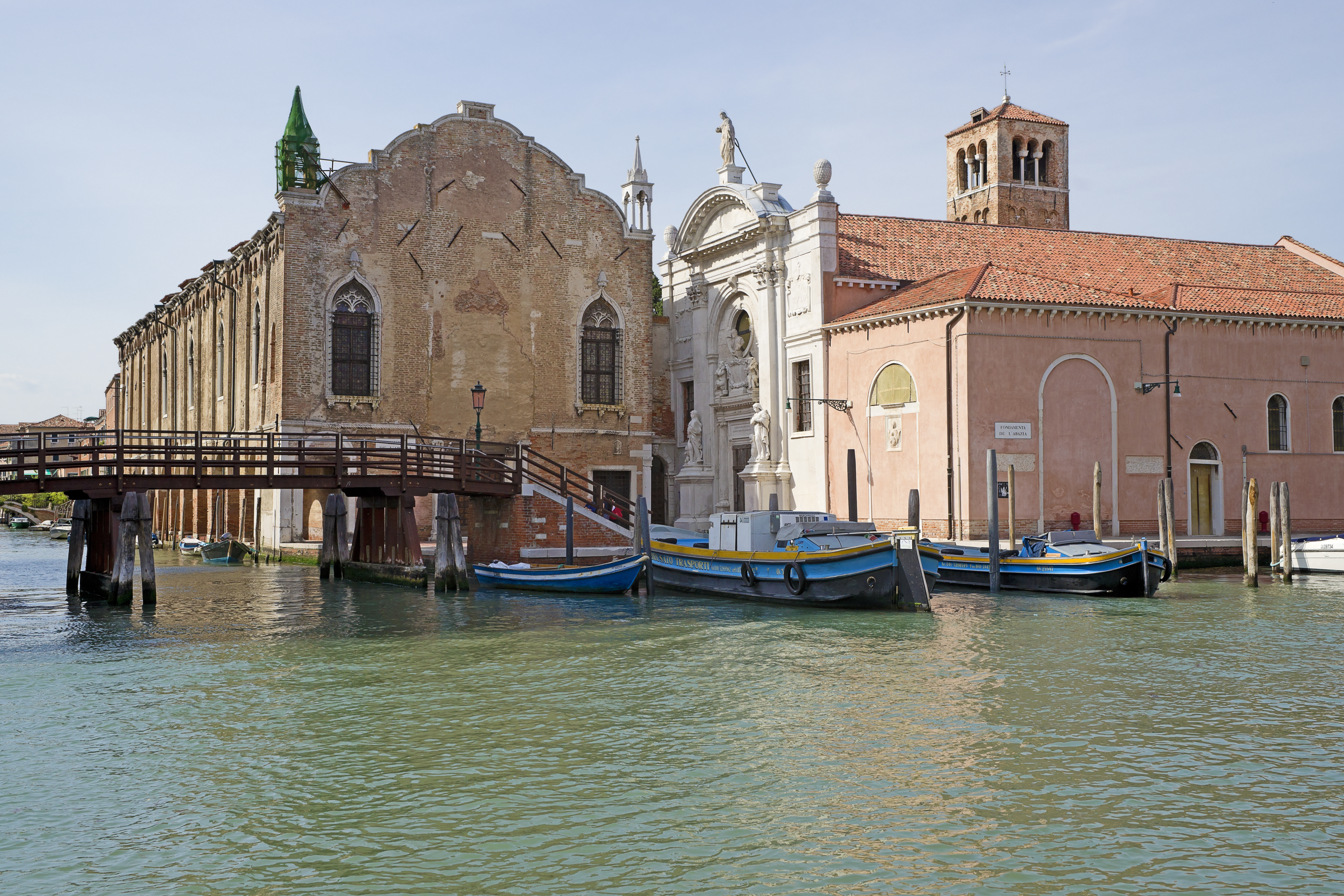
L'abbazia di Santa Maria della Misericordia
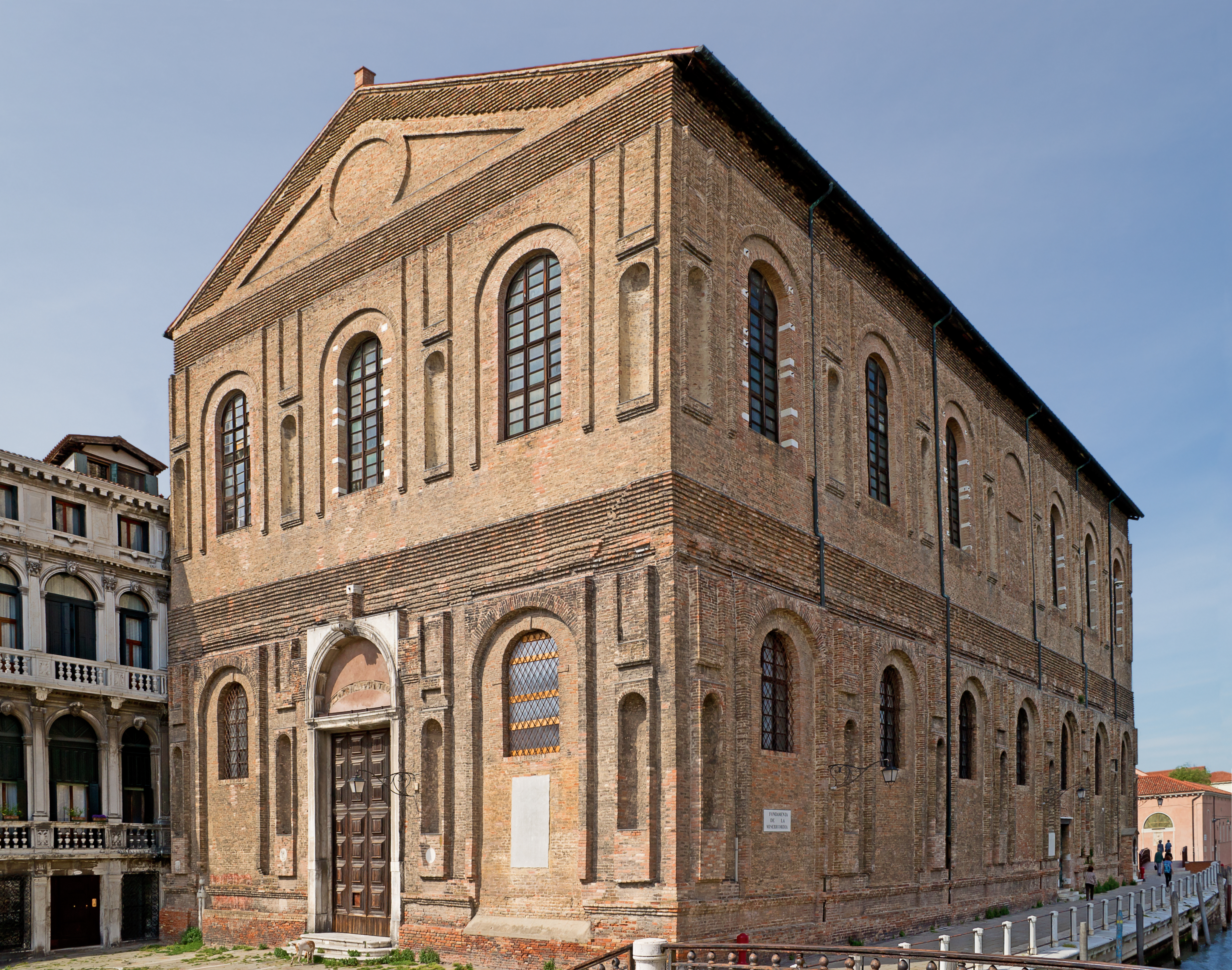
La scuola nuova de la Misericordia
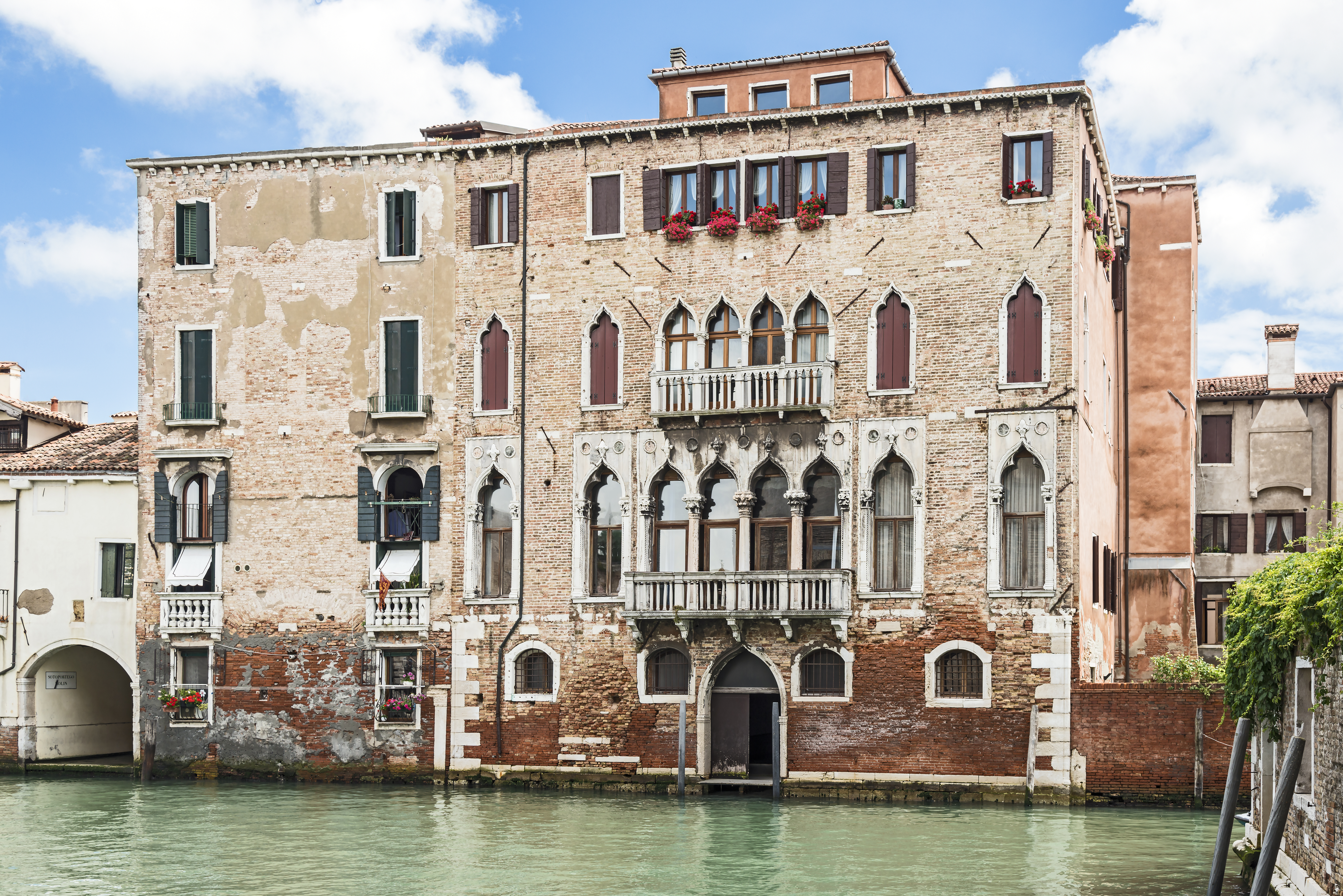
Palais Pesaro Papafava